# 瓦伊塔希爾卡蓬塔山
9°38′53″S 76°28′25″W / 9.64806°S 76.47361°W
瓦伊塔希爾卡蓬塔山（Wayta Hirka Punta），是秘魯的山峰，位於該國中部瓦努科大區，由五月二日省的馬里亞斯區負責管轄，屬於安地斯山脈的一部分，海拔高度4,400米。